# Danny Rubin (baloncestista)
Danny Rubin (Chevy Chase, Maryland, 26 de julio de 1991) es un exjugador de baloncesto estadounidense nacionalizado israelí. Con 2,01 metros de estatura, jugaba en la posición de escolta

## Trayectoria deportiva

### Universidad
Jugó durante cuatro temporadas con los Eagles del Boston College, en las que promedió 2,0 puntos y 0,9 rebotes por partido.

### Profesional
Tras no ser elegido en el Draft de la NBA de 2014, fichó por el Hapoel Kazrin/Galil Elion de la Liga Leumit, la segunda división israelí, donde jugó una temporada en la que promedió 15,1 puntos, 4,6 rebotes, 1,9 asistencias y 1,6 tobos de balón, siendo elegido por la web Eurobasket.com en el segundo mejor quinteto de la liga.
El 23 de julio de 2015 fichó por el Bnei Herzliya de la Ligat ha'Al, la primera categoría del baloncesto israelí. En su primera temporada promedió 4,5 puntos y 1,9 rebotes por partido.